# Конбак
Конбак (перс. كنبك) — село в Ірані, у дегестані Дештвейл, у бахші Рахматабад-о-Блукат, шагрестані Рудбар остану Ґілян. За даними перепису 2006 року, його населення становило 111 осіб, що проживали у складі 33 сімей.

## Клімат
Середня річна температура становить 12,70 °C, середня максимальна – 26,74 °C, а середня мінімальна – -1,62 °C. Середня річна кількість опадів – 495 мм.
| Клімат поселення                              | Клімат поселення | Клімат поселення | Клімат поселення | Клімат поселення | Клімат поселення | Клімат поселення | Клімат поселення | Клімат поселення | Клімат поселення | Клімат поселення | Клімат поселення | Клімат поселення | Клімат поселення |
| Показник                                      | Січ.             | Лют.             | Бер.             | Квіт.            | Трав.            | Черв.            | Лип.             | Серп.            | Вер.             | Жовт.            | Лист.            | Груд.            |                  |
| Середній максимум, °C                         | 9,37             | 9,23             | 11,03            | 16,10            | 20,19            | 25,08            | 26,74            | 26,57            | 22,63            | 19,56            | 14,76            | 10,40            |                  |
| Середня температура, °C                       | 3,96             | 3,81             | 5,60             | 10,68            | 14,77            | 19,65            | 22,30            | 22,12            | 18,17            | 15,11            | 10,31            | 5,95             |                  |
| Середній мінімум, °C                          | −1,48            | −1,62            | 0,18             | 5,24             | 9,34             | 14,23            | 17,83            | 17,67            | 13,71            | 10,66            | 5,84             | 1,49             |                  |
| Норма опадів, мм                              | 42               | 40               | 69               | 60               | 32               | 14               | 15               | 17               | 29               | 51               | 59               | 67               |                  |
| Середньомісячна швидкість вітру, м/с          | 2.08             | 2.58             | 2.56             | 2.63             | 2.33             | 2.33             | 2.34             | 2.18             | 2.00             | 1.87             | 2.06             | 2.11             |                  |
| Середньомісячна сонячна радіація, кДж/м²·день | 7486             | 9846             | 12069            | 16302            | 20287            | 22776            | 23125            | 19864            | 16673            | 11910            | 9159             | 7248             |                  |
| --------------------------------------------- | ---------------- | ---------------- | ---------------- | ---------------- | ---------------- | ---------------- | ---------------- | ---------------- | ---------------- | ---------------- | ---------------- | ---------------- | ---------------- |
| Джерело:                                      |                  |                  |                  |                  |                  |                  |                  |                  |                  |                  |                  |                  |                  |